# Mastomys huberti
Mastomys huberti är en gnagare i familjen råttdjur som förekommer i västra Afrika. Populationen infogades tidvis i Mastomys natalensis.

## Utseende
Denna gnagare når en kroppslängd (huvud och bål) av 13 till 14 cm och en svanslängd av cirka 11,5 cm. Honor är i genomsnitt med 51,5 g lättare än hannar som väger cirka 59 g. Bakfötterna är ungefär 2,5 cm långa och öronen är cirka 1,8 cm stora. Oftast blir den gråaktiga pälsen hos ungdjuren rödbrun hos äldre exemplar och i Senegal är svarta individer vanliga. Undersidan är grå förutom de vita fötterna. På svansen är undersidan bara lite ljusare än ovansidan. Honor har på varje sida av buken 12 spenar.

## Utbredning
Arten beskrevs ursprungligen efter exemplar som hittades i Nigeria. Den största populationen hittas däremot från södra Mauretanien och Senegal till Mali och Burkina Faso. Mastomys huberti vistas i låglandet nära vattendrag och pölar. Den besöker jordbruksmark, trädgårdar och andra kulturlandskap.

## Ekologi
Mastomys huberti kan överleva en längre tid endast med vätskan som finns i födan. Födan utgörs av insekter, frön, rotfrukter, rötter, blad och frukter. Arten har bra simförmåga.
Hannar som hölls tillsammans i fångenskap var inte lika aggressiva mot varandra som hannar av Mastomys natalensis. Antagligen bildar honor mindre flockar. Exemplar som lever i fuktiga områden har ingen fast parningstid. Honan är cirka 21 dagar dräktig och sedan föds upp till 27 ungar. Mastomys huberti är ett viktigt byte för tornugglan.